# Darrell Ioane
Darrell Ioane (21 febbraio 1980) è un calciatore samoano americano, attaccante del Vaiala Tongan.

## Carriera

### Nazionale
Era in panchina all'inizio della partita Australia-Samoa Americane 31-0, entrando poi all'84º minuto al posto del suo compagno di club Ben Falaniko.